# Adolf-Pompe-Straße 23 (Demmin)

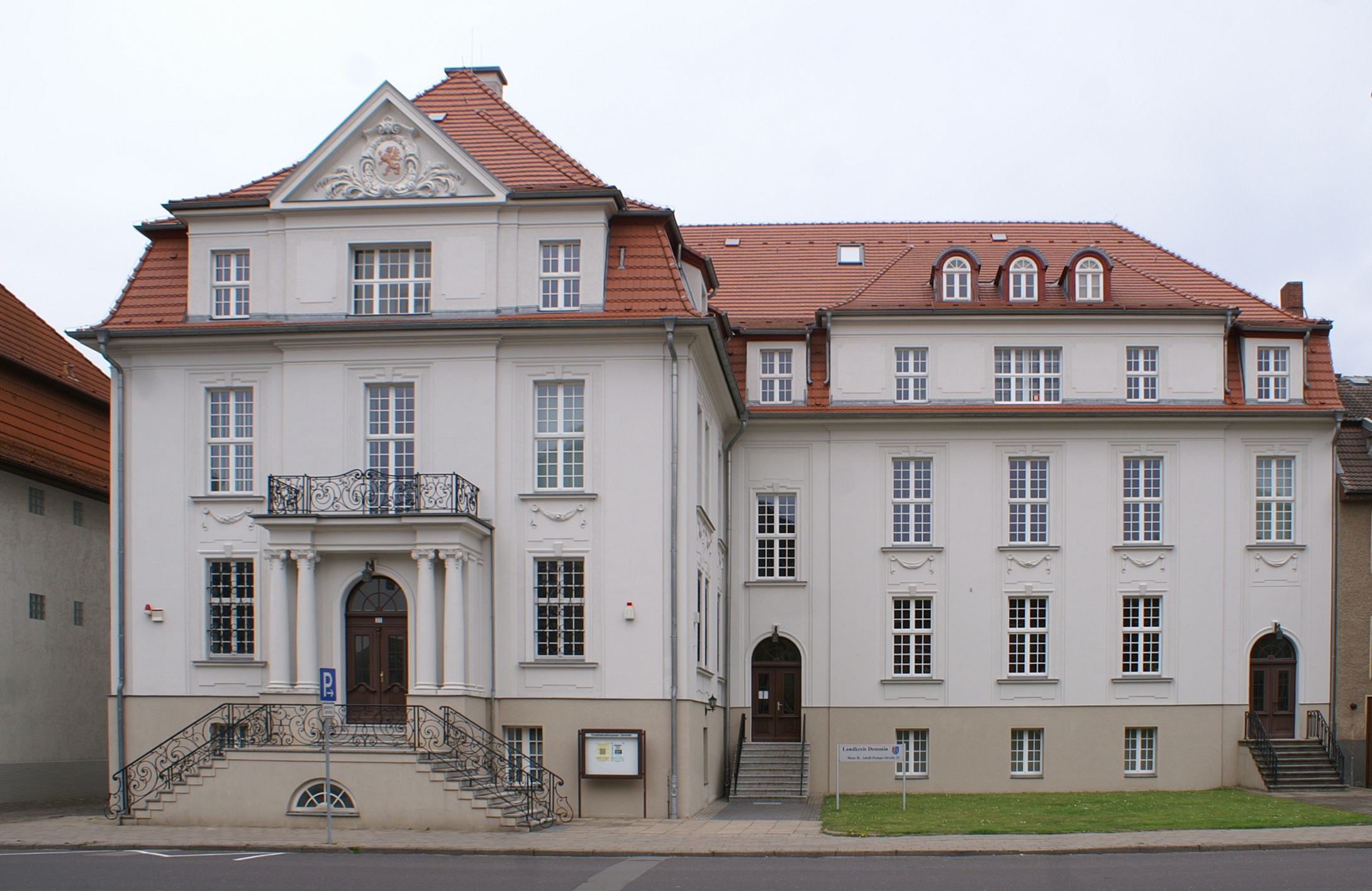

Das Verwaltungsgebäude Adolf-Pompe-Straße 23 in Demmin (Mecklenburg-Vorpommern) wurde 1929 als Sitz der Kreissparkasse gebaut. Es wurde danach das Haus 2 der Kreisverwaltung.
Das Gebäude steht unter Denkmalschutz.

## Geschichte
Die Hansestadt Demmin mit 10.523 Einwohnern (2020) wurde als Burg und civitas maxima 1075 erstmals erwähnt.
Das zweigeschossige, historisierende Haus mit dem prägenden neoklassizistischen oberen Dreiecksabschluss, dem repräsentativen Portal mit den vier Säulen mit ionischen Kapitellen, mehreren Dachhäusern, einem hohen Sockelgeschoss und dem Mansarddach wurde 1929 in L-Form an der damaligen Augustastraße gebaut. Die Kreissparkasse Demmin (heute Sparkasse Neubrandenburg-Demmin) hatte hier ihren Sitz. Zudem befand sich im 1. Obergeschoss auch die Forstkasse, die Landeskrankenkasse und das Kreisheimatmuseum. Daneben stand als Nr. 12 bis 15 das frühere ein- und zweigeschossige Landratsamt (heute Neubauten der Pommern-Apotheke und des Ärztehauses).
Nach dem Auszug der Sparkasse übernahm der Landkreis Mecklenburgische Seenplatte das Gebäude. Aktuell sind hier u. a. der Pflegestützpunkt Demmin, das Ordnungsamt und die Zulassungsstelle des Kreises untergebracht.